# Gammaridea
De Gammaridea is een onderorde van de orde Amphipoda (vlokreeften). In tegenstelling tot de Senticaudata bezitten deze vlokreeften geen apicale setae op de rami (takken) van de uropoden.

## Systematiek
- Ampeliscoidea
  - Ampeliscidae
- Clarencioidea
  - Clarenciidae
- Dexaminoidea
  - Dexaminidae
- Eusiroidea
  - Amathillopsidae
  - Bateidae
  - Eusiridae
- Iphimedioidea
  - Acanthonotozomellidae
  - Dikwidae
  - Epimeriidae
  - Iphimediidae
  - Ochlesidae
  - Vicmusiidae
- Leucothoidea
  - Anamixidae
  - Leucothoidae
  - Pleustidae
- Liljborgioidea
  - Colomastigidae
  - Liljeborgiidae
  - Sebidae
- Lysianassoidea
  - Amaryllidae
  - Aristiidae
  - Cyphocarididae
  - Endevouridae
  - Eurytheneidae
  - Lysianassidae
  - Opisidae
  - Podoprionidae
  - Scopelocheiridae
  - Trischizostomatidae
  - Uristidae
  - Wandinidae
- Melphidippoidea
  - Megaluropidae
  - Melphidippidae
- Oedicerotoidea
  - Exoedicerotidae
  - Oedicerotidae
  - Paracalliopiidae
- Pardaliscoidea
  - Astyridae
  - Hyperiopsidae
  - Pardaliscidae
  - Sicafodiidae
  - Stilipedidae
  - Vitjazianidae
- Phoxocephaloidea
  - Cheidae
  - Condukiidae
  - Haustoriidae
  - Ipanemidae
  - Phoxocephalidae
  - Phoxocephalopsidae
  - Platyischnopidae
  - Pontoporeiidae
  - Sinurothoidae
  - Urohaustoriidae
  - Urothoidae
  - Zobrachoidae
- Stegocephaloidea
  - Stegocephalidae
- Stenothoidea
  - Amphilochidae
  - Bolttsiidae
  - Cyproideidae
  - Pseudamphilochidae
  - Stenothoidae
- Synopioidea
  - Argissidae
  - Synopiidae

Niet aan een superfamilie toegekend:
- - Cressidae
  - Didymocheliidae
  - Iciliidae
  - Lafystiidae
  - Laphystiopsidae
  - Maxillipiidae
  - Nihotungidae
  - Pagetinidae
  - Tulearidae
  - Valettidae